# 蒋仁富
蒋仁富（1953年—），男，汉族，四川盐亭人，中华人民共和国政治人物。四川省委党校经济学专业毕业。

## 生平
2004年4月，蒋仁富出任中共绵阳市委副书记、市长。2005年7月，蒋氏离开绵阳，转任中共眉山市委书记。在主政眉山市期间，他特别邀请了111名民众来评价眉山市委的工作，并曾表示满意度低于51%将会请辞，其后，他领导的眉山市委获得95%的施政满意度。
2011年8月，蒋仁富回到绵阳市，出任绵阳市人大常委会党组书记，同年9月，他正式当选为绵阳市人大常委会主任。2013年，当选第十二届全国人民代表大会四川地区代表。